# Profusulinellidae
Profusulinellidae es una familia de foraminíferos bentónicos de la superfamilia Ozawainelloidea, del suborden Fusulinina y del orden Fusulinida. Su rango cronoestratigráfico abarca desde el Bashkiriense hasta el Stephaniense (Carbonífero inferior).

## Discusión
Clasificaciones previas hubiesen incluido los géneros de Profusulinellidae en la subfamilia Fusulininae, de la familia Fusulinidae, de la superfamilia Fusulinoidea, del suborden Fusulinina y del orden Fusulinida. Clasificaciones más reciente incluyen Profusulinellidae en la Subclase Fusulinana de la Clase Fusulinata.

## Clasificación
Profusulinellidae incluye a las subfamilias y géneros:
- Subfamilia Profusulinellinae
  - Depratina †
  - Profusulinella †
  - Ovatella †
  - Staffellaeformes †
- Subfamilia Aljutovellinae , también considerado en la familia Aljutovellidae
  - Aljutovella †
  - Priscoidella †
  - Skelnevatella †
  - Subaljutovella †
  - Tikhonovichiella †

Otro género considerado en Profusulinellidae es:
- Eofusulinella † de la subfamilia Profusulinellinae, de posición taxonómica incierta